# Heinz Joachim Bonk
Heinz Joachim Norbert Bonk (* 17. November 1935 in Beuthen/Oberschlesien; † 6. Juli 2019 in Berlin) war ein deutscher Jurist

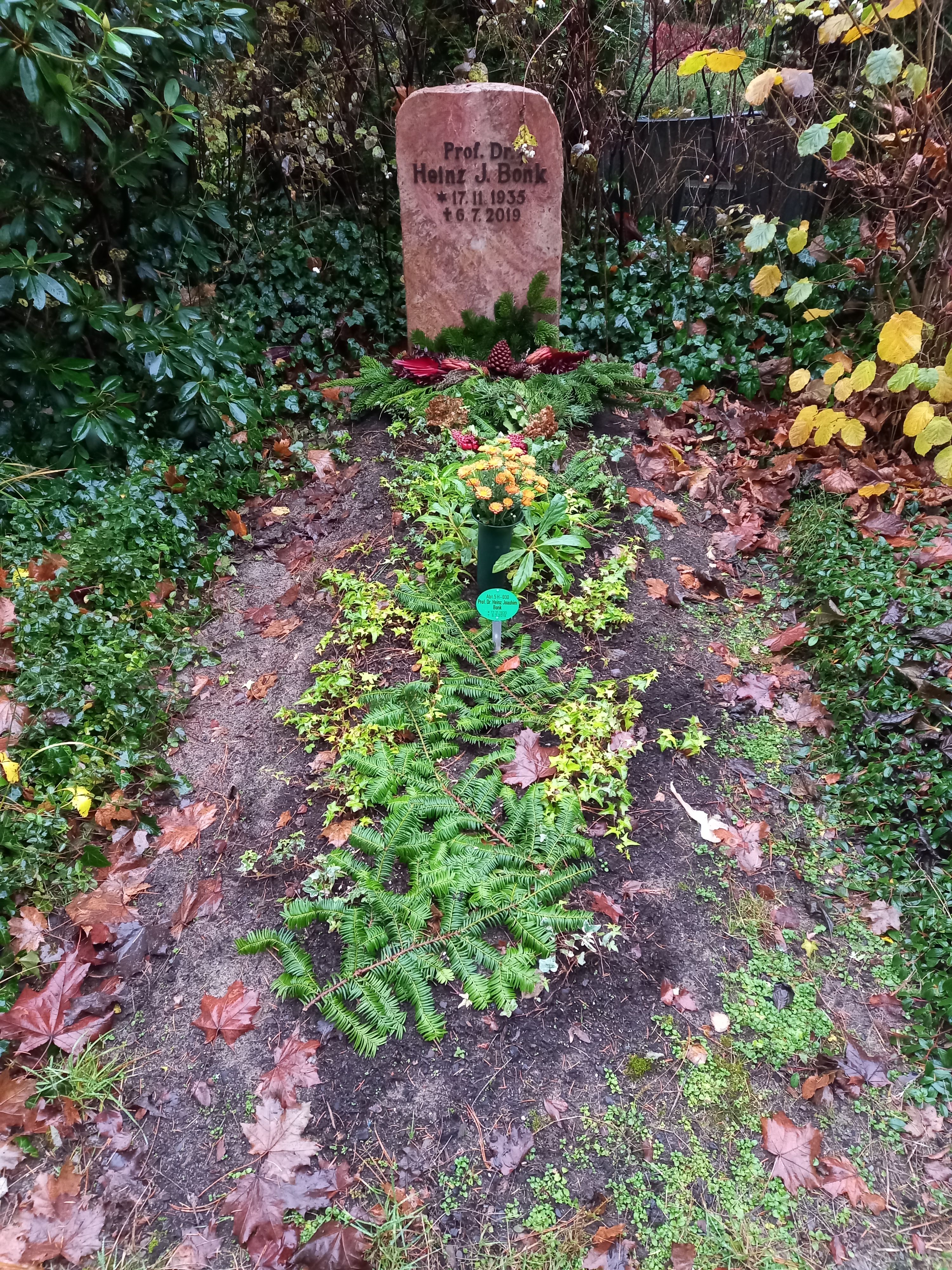
Das Grab von Heinz Joachim Bonk auf dem Friedhof Heerstraße in Berlin

## Leben
Bonk studierte Rechtswissenschaften an den Universitäten in Kiel, Freiburg im Breisgau und Bonn. Bonk wurde an der Universität Kiel zum Dr. iur. promoviert,
Er arbeitete zunächst als Richter am Verwaltungsgericht und Oberverwaltungsgericht. Danach war er im Bundesministerium der Justiz in Bonn und anschließend bis zu seiner Pensionierung im Jahre 1998 als Richter am Bundesverwaltungsgericht in Berlin tätig. Nebenamtlich war er Dozent beim Deutschen Anwaltsinstitut für die Fortbildung von Rechtsanwälten zu Fachanwälten für Verwaltungsrecht. Seit 1994 war er Honorarprofessor an der Universität Potsdam. Seit seiner Pensionierung war er als Rechtsanwalt tätig.
Bekannt wurde er als Co-Autor von Kommentaren zum Verwaltungsverfahrensgesetz (VwVfG), zum Grundgesetz und zum Staatshaftungsgesetz (1981) sowie diverser Aufsätze in Fachzeitschriften.

## Persönliches
Er war verheiratet und hatte zwei erwachsene Kinder.
Heinz Joachim Bonk starb im Juli 2019 im Alter von 83 Jahren in Berlin. Sein Grab befindet sich auf dem landeseigenen Friedhof Heerstraße in Berlin-Westend (Grablage: 5-H-30).